# Estación de Arth-Goldau
La estación de Arth-Goldau es la principal estación ferroviaria de la comuna suiza de Arth, en el Cantón de Schwyz.

## Historia y situación
La estación de Arth-Goldau  fue inaugurada en el año 1882 con la puesta en servicio al completo de la línea Immensee - Chiasso, más conocida como la línea del Gotardo.
La estación se encuentra ubicada en la localidad de Goldau, a menos de 3 kilómetros del núcleo urbano de Arth. Es un importante nudo ferroviario, puesto que en esta estación se unen las líneas procedentes de Zug y Zúrich, con la mítica línea del paso del Gotardo, que una vez rebasado el túnel homónimo se adentra en la Suiza italiana, por ese motivo, todos los trenes suizos que tengan ese destino, o el continuar hacia Italia y que procedan del norte y el este de Suiza, pasan por esta estación. También nace aquí la línea Arth-Goldau - Pfäffikon SZ, que es operada por el Südostbahn (SOB). Justo encima de las vías de los SBB-CFF-FFS acaba la línea de cremallera Rigi Bahnen, que une a la estación con el monte Rigi.
En términos ferroviarios, la estación se sitúa en las líneas Immensee - Chiasso, Thalwil - Arth-Goldau y  Pfäffikon SZ - Arth-Goldau. Sus dependencias ferroviarias colaterales son la estación de Immensee, la estación de Walchwil hacia Thalwil, la Estación de Steinen en dirección Chiasso, y la estación de Steinerberg hacia Pfäffikon SZ.

## Servicios Ferroviarios
La estación de Arth-Goldau cuenta con diferentes tipos de servicios:

### Larga Distancia
- EC Zúrich - Zug - Arth-Goldau - Bellinzona - Lugano - Chiasso - Como San Giovanni - Milán.
- ICN Basilea-SBB - Olten - Lucerna - Arth-Goldau - Bellinzona - Lugano. Algunos servicios continúan hasta Chiasso. Tienen una frecuencia cadenciada cada 2 horas.
- ICN Zúrich - Zug - Arth-Goldau - Bellinzona - Lugano. Tienen una frecuencia cadenciada de 2 horas, que se intercala entre los ICN Basilea - Chiasso, dando lugar al tramo Arth-Goldau - Lugano una frecuencia cada hora mediante trenes ICN.
- IR Voralpen Romanshorn - Neukirch-Egnach - Muolen - Häggenschwil-Winden - Roggwil-Berg - Wittenbach - San Galo-San Fiden - San Galo - Herisau - Degersheim - Wattwil - Uznach - Schmerikon - Rapperswil - Pfäffikon - Wollerau - Biberbrugg - Arth-Goldau - Küssnacht am Rigi - Meggen Zentrum - Lucerna Verkehrshaus - Lucerna. Servicios cada hora. Operado por SOB.
- IR Basilea-SBB - Olten - Lucerna - Arth-Goldau - Schwyz - Brunnen - Flüelen - Erstfeld - Göschenen - Airolo - Faido - Biasca - Bellinzona - Giubiasco - Mendrisio - Chiasso
- IR Basilea-SBB - Olten - Lucerna - Arth-Goldau - Schwyz - Brunnen - Flüelen - Erstfeld - Göschenen - Airolo - Faido - Biasca - Bellinzona - Cadenazzo - Locarno.
- IR Zúrich - Zug - Arth-Goldau - Schwyz - Brunnen - Flüelen - Erstfeld - Göschenen - Airolo - Faido - Biasca - Bellinzona - Giubiasco - Mendrisio - Chiasso
- IR Zúrich - Zug - Arth-Goldau - Schwyz - Brunnen - Flüelen - Erstfeld - Göschenen - Airolo - Faido - Biasca - Bellinzona - Cadenazzo - Locarno.

### S-Bahn Lucerna/Zug
Arth-Goldau cuenta con varias líneas de cercanías que establecen relaciones cadenciadas gracias a las redes de S-Bahn Lucerna y S-Bahn Zug (S-Bahn es la denominación en alemán de las redes de Cercanías).
- S 2 Zug - Arth-Goldau - Brunnen - Erstfeld
- S 3 Lucerna - Lucerna Verkehrshaus - Meggen - Küssnacht am Rigi - Arth-Goldau - Brunnen
- S 31 Arth-Goldau – Rothenthurm – Biberbrugg